# Marc Bouillon
Marc Bouillon (Zinnik, 15 juni 1968) is een Belgisch voormalig wielrenner, die actief was van 1990 tot 1998.

## Overwinningen
1990
- 6e etappe deel A Ronde van België

1992
- Affligem

1993
- Grote Prijs van Cholet-Pays de Loire

1994
- 1e etappe Circuit Franco-Belge
- 4e en 7e etappe Ronde van Namen

1996
- 5e etappe Quatre Jours de L'Aisne
- Route Adélie de Vitré
- Tour d'Armorique

## Resultaten in voornaamste wedstrijden
| Jaar | Ronde van Italië | Ronde van Frankrijk | Ronde van Spanje |
| ---- | ---------------- | ------------------- | ---------------- |
| 1991 |                  |                     |                  |
| 1992 |                  |                     | 107e             |
| 1993 |                  |                     | opgave           |

| Jaar | Gent-Wevelgem | Ronde van Vlaanderen | Parijs-Roubaix | Luik-Bast.‑Luik | Brabantse Pijl |
| ---- | ------------- | -------------------- | -------------- | --------------- | -------------- |
| 1991 | 86e           |                      | 53e            |                 |                |
| 1992 | 22e           | 119e                 |                | 75e             |                |
| 1993 |               | 75e                  | 28e            |                 | 8e             |